# Ларьеа, Габриэль
Габриэль Сова Ларьеа (англ. Gabriel Sowah Laryea; 29 января 1924 — 23 июня 2009) — ганский легкоатлет, выступавший в беге на короткие дистанции. Участник летних Олимпийских игр 1952 года.

## Биография
Габриэль Ларьеа родился 29 января 1924 года.
Начал заниматься лёгкой атлетикой в 1944 году. В 1950-е годы был лучшим спринтером британской колонии Золотой Берег (сейчас Гана).
В 1952 году вошёл в состав сборной Золотого Берега на летних Олимпийских играх в Хельсинки. В беге на 100 метров занял 3-е место в 1/8 финала, показав результат 11,1 секунды и уступив 0,3 секунды попавшему в четвертьфинал со 2-го места Алану Лиллингтону из Великобритании. В эстафете 4х100 метров сборная Золотого Берега, за которую также выступали Джордж Акуаа, Джон Овусу и Огастус Лоусон, заняла 4-е место в четвертьфинале, показав результат 42,1 секунды и уступив 0,2 секунды попавшей в полуфинал с 3-го места команде Кубы.
В 1954 году участвовал в Играх Британской империи и Содружества наций в Ванкувере, был вице-капитаном сборной Золотого Берега, но из-за болезни не показал хорошего результата в беге на 100 ярдов.
В 1958 году из-за продолжительной болезни завершил выступления.
Работал на административных должностях в ганском спорте. Участвовал в создании стадиона Аккры.
Умер 23 июня 2009 года.

## Память
Именем Габриэля Ларьеа названа ганская спортивная награда, а также улица в Аккре.